# Otto von Auwers
Otto Arthur Siegfried von Auwers (* 1. Juli 1895 in Heidelberg; † 4. November 1949 in Clausthal) war ein deutscher Physiker.

## Leben
Auwers war der Sohn des Chemikers Karl Friedrich von Auwers. Er studierte an den Universitäten in Heidelberg, München und Marburg Naturwissenschaften. Anschließend war er als Assistent an den Universitäten Danzig und Greifswald tätig, wo er auch promovierte.
Ab 1924 war er als Physiker in den Laboratorien der Siemens-Werke tätig, wo er schwerpunktmäßig in der Forschung arbeitete. 1935 konnte er sich als „Externer“ an der Universität Berlin habilitieren und wurde dort 1943 als außerordentlicher Professor angestellt. Bekannt wurde Auwers mit seinen Untersuchungen der lichtelektrischen Effekte und der ferromagnetischer Werkstoffe.
Nach Kriegsende berief man Auwers 1946 als Ordinarius nach Clausthal, wo er noch drei Jahre lehrte. Am 4. November 1949 starb von Auwers im Alter von 54 Jahren.
Der Astronom Arthur Auwers war sein Großvater.